# Evgeni Gerganov
Evgeni Gerganov Balev (né le 1er octobre 1975 à Sliven) est un coureur cycliste bulgare. Il a participé à la course en ligne des Jeux olympiques de 2008 à Pékin.

## Palmarès
- 2004[1]
  - 3e du championnat de Bulgarie du contre-la-montre
- 2005
  - 4e étape du Tour de Turquie
  - Grand Prix Sunny Beach :
    - Classement général
    - 3e étape

  - 3e du Tour de Turquie
- 2007
  - 1re étape du Mémorial George Koev
  - Classement général du Tour de Bulgarie
  - 2e étape du Trofeo Beograd
  - 2e du championnat de Bulgarie du contre-la-montre
  - 3e du championnat de Bulgarie sur route
  - 3e du Grand Prix cycliste de Gemenc
- 2008
  - 3e du championnat de Bulgarie du contre-la-montre
- 2010
  - Classement général du Tour de Szeklerland
  - 7ea étape du Tour de Bulgarie
- 2012
  - 3e du championnat de Bulgarie du contre-la-montre
- 2013
  - 2e du championnat de Bulgarie du contre-la-montre

## Classements mondiaux
| Année           | 2005 | 2006   | 2007 | 2008 | 2009 | 2010 | 2011 | 2012   | 2013 | 2014 | 2015 | 2016   | 2017   |
| --------------- | ---- | ------ | ---- | ---- | ---- | ---- | ---- | ------ | ---- | ---- | ---- | ------ | ------ |
| UCI Europe Tour | 190e | 1 162e | 143e | 686e |      | 146e | 591e | 1 031e | 653e |      | 671e | 1 276e | 1 784e |